# 에어 인디아 171편 추락 사고
에어 인디아 171편(Air India Flight 171)은 인도 구자라트주 아마다바드 공항에서 영국 런던 개트윅 공항으로 향하는 정기 국제 여객 항공편이었다. 2025년 6월 12일, 이 항공편은 이륙 직후 아마다바드 공항 경계 바로 바깥에 있는 메가니 나가르 지역에 추락했다. B787-8 기종인 이 항공기는 관계자에 따르면 230명의 승객과 12명의 승무원을 태우고 있었다. 최소 133명의 사망자가 확인되었다. 이는 2011년 보잉 787 드림라이너의 도입 이후 보잉 787 드림라이너이 관련된 첫 사망 사고이자 보잉 787 드림라이너의 첫 동체 손실 사고며, 에어 인디아의 경우 1985년 에어 인디아 182편 폭파 사건 이후 첫 대규모 동체 손실이다.

## 항공기
사고 항공기는 11년 된 B787-8로, 항공기 등록기호는 VT-ANB였다. 이 항공기는 2013년 12월 14일 첫 비행을 했고, 2014년 1월 28일 에어 인디아에 인도되었다. 항공기는 전손 처리되었다.

## 사고
171편은 현지 시각 13시 38분에 아마다바드 공항을 이륙하여 런던 개트윅으로 향했다. 항공기의 ADS-B 트랜스폰더는 수신이 끊기기 전 625 피트 (191 m)의 고도를 보고했다. 연락이 두절되기 직전, 승무원은 관제탑에 메이데이 호출을 보냈다.
추락은 이륙 절차 중 이른 오후에 발생했다. 메가니 나가르 지역의 목격자들은 여러 차례의 폭발음을 들었고, 다르푸르를 포함한 인근 지역에서 짙은 연기가 목격되었다고 보고했다. 아마다바드 경찰 고위 관계자는 ANI에 이 비행기가 B.J. 의과대학의 기숙사 건물에 추락했다고 말했다.
추락 당시 항공기의 착륙 장치가 수납되지 않았고, 플랩은 수납된 것으로 보이는 영상이 공개되었다. METAR 보고서에 따르면 날씨는 안정적이었고 시야는 맑았다.
보건복지부 장관 J. P. 나다는 X에서 "많은 사람"이 추락 사고로 사망했다고 언급했다.

## 비상 대응
최소 7대의 소방차와 여러 대의 구급차를 포함한 비상 서비스가 즉시 출동했다. 아마다바드 소방방재청은 도시 각 지역에서 부대가 파견되었음을 확인했다. 구조 작업을 용이하게 하기 위해 추락 현장과 주변 지역으로 이어지는 모든 도로가 폐쇄되었다.
추락 직후 아마다바드 공항의 모든 항공기 운항이 중단되었다.
30구의 시신이 수습되었으며, 구조대원들은 더 많은 사람들이 잔해 아래에 갇혀 있을 수 있다고 보고했다.

## 승객 및 승무원
항공기에는 242명이 탑승하고 있었으며, 이 중 217명은 성인, 11명은 어린이였다. 민간항공국 (DGCA)과 에어 인디아에 따르면, 탑승자는 230명의 승객과 조종사 2명, 객실 승무원 10명을 포함한 12명의 승무원으로 구성되었다. 승객 중에는 인도 국적 169명, 영국 국적 53명, 포르투갈 국적 7명, 캐나다 국적 1명이 포함되었다. 구조팀은 30구의 시신을 수습했다고 발표했다. 구자라트의 전 주지사 비자이 루파니가 이 비행기에 탑승하고 있었다.
이 항공편은 기장 수미트 사바르왈과 부기장 클라이브 쿤다르가 지휘했다.

## 조사
현재 인도 항공사고조사국 (AAIB)에서 추락 원인을 조사하고 있다.
DGCA와 에어 인디아는 모두 추락 사고에 대한 조사를 시작했다. 사고 원인을 평가하기 위해 기술팀이 파견되었다. 추락 당시 이 비행기는 런던으로 향하는 장거리 비행을 위해 연료가 가득 채워져 있었으며, 이는 화재의 강도에 영향을 미쳤다.
보잉은 "초기 보고서를 인지하고 있으며, 더 많은 정보를 수집하기 위해 노력하고 있다"고 밝혔다.

## 반응

### 정부
인도 총리 나렌드라 모디는 X를 통해 애도를 표하며—"아마다바드에서 발생한 비극은 우리를 충격과 슬픔에 잠기게 했습니다. 말로 다할 수 없는 가슴 아픈 일입니다. 이 슬픈 시각에 제 생각은 이로 인해 영향을 받은 모든 분들과 함께 합니다. 피해자들을 돕기 위해 노력하고 있는 장관 및 당국과 연락을 유지하고 있습니다."라고 말했다. 인도 내무부 장관 아미트 샤는 사고 발생 후 구자라트 주총리와 대화를 나눈 것으로 알려졌다. 구자라트 주총리 부펜드라 파텔은 관계자들에게 "즉각적인 구조 및 구호 작전"을 수행하고 "전쟁 상황처럼" 준비를 갖추도록 지시했다고 밝혔다.
영국에서는 총리 키어 스타머가 추락을 "참혹하다"고 언급하며 "매우 고통스러운 시간"을 보내고 있는 승객과 그 가족들에게 애도를 표했다. 영국 하원 의원 루시 파월은 애도를 표하고 정부가 인도와 영국 양국의 피해자들에게 "가능한 모든 지원"을 제공할 것이라고 말했다. 영국 고등판무관은 다음과 같은 성명을 발표했다—"아마다바드에서 런던으로 향하던 항공편이 아마다바드 공항 근처에 추락한 것을 인지하고 있습니다. 우리는 사실 관계를 신속하게 확인하고 지원을 제공하기 위해 현지 당국과 협력하고 있습니다. 우리의 생각은 모든 피해자들과 함께 합니다." 영국 외무영연방부는 인도와 영국에 위기 대응팀을 배치했다. 외무부 장관 데이비드 래미는 이번 사고에 대해 슬픔을 표하며 피해자들에게 애도를 전했다.

### 기업
에어 인디아 회장 나타라잔 찬드라세카란은 X를 통한 성명에서 171편이 "비극적인 사고"에 연루되었음을 확인하고 피해자들에게 "깊은 애도"를 표했다. 그는 항공사의 초점은 희생자와 그 가족을 지원하고, 긴급 팀을 돕고, 확인된 업데이트를 제공하는 것이라고 말했다. 정보 요청자를 위해 비상 센터와 지원 팀이 가동되었다.

### 기타
보잉의 선물 주가는 추락 사고 이후 7% 이상 하락했다.

## 같이 보기
- 인디안 항공 113편 – 1988년 아마다바드 공항 근처 추락 사고